# Морочь (Клецкий район)
Морочь (бел. Морач) — агрогородок в Клецком районе Минской области Белоруссии. Административный центр Морочского сельсовета. Население 1191 человек (2009).

## География
Морочь находится в 25 км к юго-востоку от райцентра, города Клецк, стоит на границе с Копыльским районом. В 7 км к юго-западу проходит граница с Брестской областью, которая здесь идёт по берегу водохранилища Локтыши. Восточнее села протекает река Морочь, к реке от села идёт сеть мелиоративных каналов. Через Морочь проходит местная дорога Заостровечье — Морочь — Колки.

## История
В 2008 году деревня Морочь преобразована в агрогородок.

## Культура
- Морочский сельский Дом культуры имени заслуженного работника культуры Республики Беларусь Е. Н. Пилипеня
- Морочский районный центр ремёсел

### Народные коллективы
- Образцовый ансамбль народной песни «Марачаначка» Морочского сельского Дома культуры имени Заслуженного работника культуры Республики Беларусь Е. Н. Пилипеня
- Народный хор Морочского сельского Дома культуры имени Заслуженного работника культуры Республики Беларусь Е. Н. Пилипеня
- Народный клуб мастеров народного творчества «Майстры» Государственного учреждения культуры «Морочский районный центр ремёсел»

## Достопримечательности
- Вознесенская церковь. Деревянная православная церковь построена в 1794 году, в XIX веке перестраивалась. Рядом отдельно стоящая деревянная часовенка, в которой хранится старинное деревянное распятие.